# Мисирлу
„Мисирлу“ (грч. Μισιρλού, тур. Mısırlı) је народна песма из региона источног Медитерана. Оригинални аутор песме је непознат, али су је арапски, грчки и јеврејски музичари свирали до 1920-их. Најранији познати снимак песме је грчка композиција ребетико / цифтетели из 1927. Ту су и арапски трбушни плес, албанска, јерменска, српска, персијска, индијска и турска верзија песме. Ова песма је била популарна од 1920-их па надаље у арапско-америчким, јерменско-америчким и грчко-америчким заједницама које су се населиле у Сједињеним Државама.
Песма је била хит 1946. за Јана Августа, америчког пијанисту и ксилофонисту са надимком „дует за клавир једног човека“. Стекла је светску популарност захваљујући верзији Дика Дејла из 1962., првобитно названој „Miserlou“, која је популарисала песму у западној популарној култури ; На Дејлову верзију утицала је ранија арапска народна верзија која се играла са удом. Од тада су снимљене различите верзије, углавном засноване на Дејловој верзији, укључујући и друге сурф и рок верзије бендова као што су Beach Boys, Ventures, и Trashmen, као и међународне оркестарске лагане верзије музичара као што су Мартин Дени и Артур Лиман. Дејлова сурф рок верзија чула се у филму Петпарачке приче из 1994.

## Историја

### Име
Мисирлоу (Μισιρλου), због суфикса „ου”, је облик женског рода (на грчком) Мисирлис (Μισιρλης- презиме) који потиче од турске речи Мıсıрлı, која је настала комбиновањем „Есирлис” на турском језику. مِصر ‎ ) са турским суфиксом -lı, што буквално значи „египатски“. Дакле, песма говори о Египћанки. Оригинална турска реч Mısırlı је, међутим, без рода.

### Композиција
Народна песма потиче из региона источног Медитерана Османског царства, али оригинални аутор песме је п непознат. Постоје докази да је народна песма била позната арапским музичарима, грчким ребетико музичарима и јеврејским клезмер музичарима до 1920-их. Сматра се да је тврдња у неким изворима да мелодија потиче из песме „Bint Misr“ („Египатска девојка“) коју је написао египатски музичар Сајед Дарвиш нетачна.
Најранији познати снимак песме дао је ребетико музичар Теодотос („Тетос“) Деметријадес 1927. Деметријадес, османски Грк, рођен је у Истанбулу1897. и тамо је живео све док се није преселио у Сједињене Државе 1921., током периода када је већина становништва које говори грчки побегла из турске државе у настајању. Вероватно је био упознат са песмом као народном песмом пре него што се преселио у Сједињене Државе. Као и код скоро свих раних песама ребетике (стил који је настао од грчких избеглица из Мале Азије у Турској), стварни композитор песме никада није идентификован, а њено власништво је остало на вођи бенда. Деметријадес је назвао песму „Мисирлу“ у свом оригиналном снимку из 1927., што је грчко асимилирано позајмљивање регионалног изговора „египатски“ на турском („Mısırlı“), за разлику од одговарајуће речи за „египатски“ (женско) на грчком, што је Αιγύπτια (Aigyptia).
Ребетико верзија је била намењена за грчки плес цифтетели, споријег темпа и другачијег од оријенталних извођења које су већини познате данас. Ово је био стил снимања Михалиса Патриноса у Грчкој око 1930., који се продавао у Сједињеним Државама од стране издавачке куће Orthophonic; још један снимак направио је Патринос у Њујорку 1931.
Оријентална мелодија је била толико популарна толико дуго да многи људи, од Марока до Ирака, тврде да је то народна песма из њихове земље. У домену блискоисточне музике, песма је веома једноставна, јер није ништа више од пењања горе-доле по Hijaz Kar или двострукој хармонијској лествици (E–F–G♯–A–B–C–D♯). И даље је позната грчка, клезмерска и арапска народна песма.

### Касније верзије
1941. Ник Рубанис, грчко-амерички музички инструктор, објавио је џез инструментални аранжман песме, наводећи себе као композитора. Пошто његова тврдња никада није била правно оспорена, он се и данас званично сматра композитором широм света, осим у Грчкој где се заслуге приписују или Рубанису или Патриносу. Након тога, Хаим Таубер, Фред Вајз и Милтон Лидс су написали енглески текст песме. Рубанис је такође заслужан за фино подешавање и мелодије, дајући му оријентални звук са којим се данас повезује. Песма је убрзо постала стандард "егзотике" међу лаким свинг бендовима.
Хари Џејмс је снимио и издао „Мисирлу“ 1941., а песма је достигла 22. место на америчкој топ листи.
1946. пијаниста Јан Август снимио је верзију песме, која је достигла 7. место на Billboard Jockey листи у САД.
1951. турско-јеврејски полиглота певач Дарио Морено снимио је верзију са текстовима певаним на француском.
1962. Дик Дејл је преаранжирао песму као соло инструментал за рок гитару. Дејлов отац Џејмс Монсур и ујаци су били либанско-амерички музичари, а Дејл се сећао да је видео свог ујака како свира „Мисирлу“ на једној жици уда. Он је знатно повећао темпо песме.
Џез пијаниста Винс Гваралди снимио је живу верзију са својим квартетом у Сосалиту, децембра 1962. Та верзија је објављена следеће године, а добила је критичка признања од блогера Џејмса Стафорда који је изјавио да „због чистог ужитка са осмехом на лицу, ништа није боље од његовог схватања медитеранске традиционалне песме“.
The Beach Boys су снимили песму "Мисирлу" за албум Surfin' U.S.A. из 1963., учврстивши "Мисирлу" као основни елемент америчке поп културе.
Српски народни певач Станиша Стошић је 1972. снимио своју верзију песме под називом "Лела Врањанка".

### Наслеђе
1994. Дејлова верзија "Мисирлуа" коришћена је у звучној подлози филма Петпарачке приче, који је био истакнут у уводним насловима.
Песму је Организациони комитет Летње Олимпијаде у Атини 2004. изабрао као једну од најутицајнијих грчких песама свих времена, а чула се на местима и на церемонији затварања – у извођењу Ане Виси.
У марту 2005. Q magazine је ставио Дејлову верзију на 89. место на својој листи 100 најбољих песама за гитару.
Black Eyed Peas у великој мери укључује Дејлову верзију „Мисирлуа“ у њихов сингл „Pump It“ из 2006.